# Aethopyga saturata
El suimanga gorjinegro (Aethopyga saturata) es una especie de ave paseriforme de la familia Nectariniidae propia del sur de Asia.
Se encuentra en los siguientes países: Bangladés, Bután, Camboya, China, India, Laos, Malasia, Birmania, Nepal, Pakistán, Tailandia, y Vietnam. Su hábitat natural son los bosques húmedos de las tierras bajas o de montaña, tropical o subtropical.